# Plega fratercula
Plega fratercula is een insect uit de familie van de Mantispidae, die tot de orde netvleugeligen (Neuroptera) behoort. 
Plega fratercula is voor het eerst wetenschappelijk beschreven door Rehn in 1939.